# SV Blau-Gelb Berlin
Sportverein Blau-Gelb Berlin e.V. é uma agremiação esportiva alemã, fundada a 12 de maio de 1951, sediada em Berlim.

## História

BSG Tiefbau Berlin

Foi criado como Betriebssportgemeinschaft Aufbau Weißensee servindo como o clube desportivo para um número de pequenas empresas de engenharia civil que mais tarde foram agrupadas como VEB Tiefbau Berlim, em seguida, Kombinat Tiefbau Berlim. O clube foi produto do pós-Segunda Guerra Mundial de ocupação soviética da Alemanha Oriental e, ao contrário de outros, não estabeleceu nenhuma pretensão de qualquer tradição anterior. Ao longo de sua história, o SV tem sido um clube multi-esportivo e em vários momentos incluiu departamentos de atletismo, bilhar, boliche, boxe, canoagem, ciclismo, ginástica, handebol, hóquei no gelo, vela, tênis, tênis de mesa, vôlei e musculação. Muitos destes departamentos foram perdidos após a reunificação alemã em 1990.
Em 1954, o Weißensee se uniu ao BSG Vorwärts Gosen para se tornar BSG Aufbau Tiefbau Berlim, o qual atuou na baixa camada da cidade. Três anos mais tarde, o clube juntou-se ao BSG Motor Weißensee-Süd e o departamento de futebol do Sportclub Aufbau Berlim e, consequentemente, assumiu o lugar do SC na quarta divisão, a Bezirksliga Berlim. Na temporada seguinte, o time foi rebatizado BSG Tiefbau Berlim e, em 1960, ganhou a promoção para a 2. DDR-Liga (III), na qual passaria três temporadas antes de ser rebaixado por conta de uma reestruturação da liga. A equipe fez a sua primeira aparição na FDGB-Pokal (Copa da Alemanha Oriental), na temporada 1963-1964, e foi rapidamente eliminada na primeira fase.
O Tiefbau permaneceu sendo um time de quinta divisão ao longo das próximas duas décadas até avançar para a Berziksliga Berlim (IV), em 1984. Melhorou gradualmente a sua posição até que, finalmente, conseguiu o segundo lugar, em 1990, na véspera da reunificação da Alemanha. As competições de futebol separadas do Oriente e da Alemanha Ocidental foram reunidas e, como muitos ex-clubes da Alemanha Oriental, a equipe abandonou seu antigo nome se tornando Sportverein Blau-Gelb Berlim. O Blau-Gelb passou de 1991 a 1993, a fazer parte da Landesliga Berlim (V) antes escorregar todo o caminho nas temporadas subseqüentes. Foi durante esse período que o clube fez três aparições, saindo na primeira fase, na FDGB-Pokal, em 1989–1990, a transição NOFV-Pokal, em 1990–1991, e da DFB-Pokal (Copa da Alemanha), em 1991–1992. Um primeiro lugar, em 2006, na Kreisliga Berlim (IX) fez o time ser promovido para a Bezirksliga Berlim (VIII).

## Fonte
- Grüne, Hardy (2001). Vereinslexikon. Kassel: AGON Sportverlag ISBN 3-89784-147-9